# Montañita
Montañita es una zona no delimitada de comuna de pescadores de la Parroquia Manglaralto, en las costas ecuatorianas y en el cantón Santa Elena de la Provincia de Santa Elena en el Ecuador y por donde pasa la carretera de la Ruta del Sol o "Ruta del Spondylus". Se encuentra a solamente 200 km de la ciudad de Guayaquil, frente a la costa del Océano Pacífico, en la costa occidental de América del Sur.

Montañita toma su nombre por estar ubicada en una ensenada rodeada por cerros y vegetación al pie del mar, como un valle con una playa extensa, actualmente es un balneario turístico internacional visitado por jóvenes que practican el turismo de aventura y surfistas, sus olas derechas perfectas que llegan hasta los 2.5 m atraen a turistas de todo el mundo. 

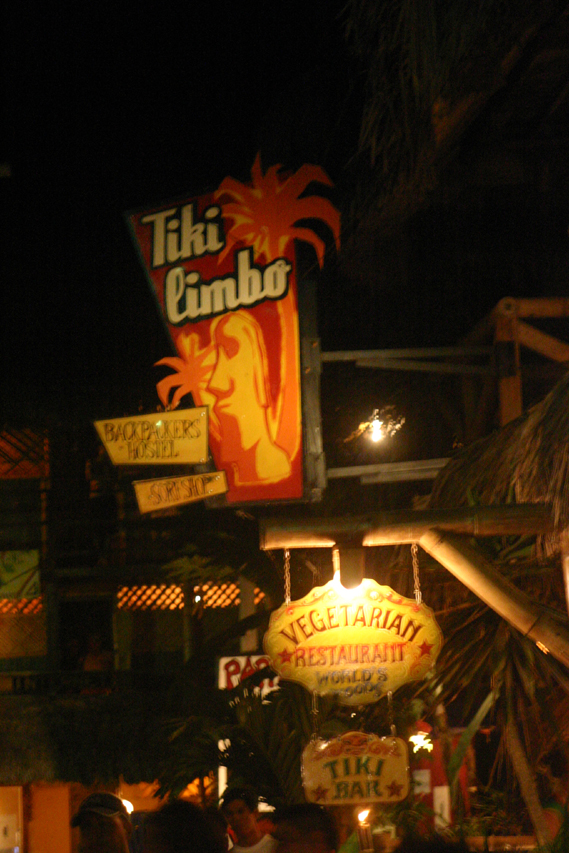
Hoteles de Montañita.

En los años 1960s, el lugar se convirtió en un punto de encuentro para gente joven, usualmente extranjera, vinculada al Surf y otros movimientos alternativos, para la diversión, el descanso y el contacto con la naturaleza. En esos tiempos hubo alguna afinidad entre la vida alternativa de estos visitantes -tanto nacionales como extranjeros- con la estructura y organización comunitaria y autónoma de la aldea de pescadores. Tiempo después desarrolló más alternativas de deportes como es el parapente, bodyboard y el canopy para fomentar el turismo de aventura en el país.
Las construcciones en Montañita siguen manteniendo un estilo rústico de la costa, a base de madera, caña y paja, como las chozas de los pescadores, aunque en la actualidad los hostales y casas de hospedaje comunitarios, gozan de más comodidades para el turista, como agua caliente y potable, aire acondicionado, restaurantes y bares, hoteles que se promocionan por internet en otros países, para el turismo de aventura y permiten pagos con tarjeta de crédito.
En la actualidad, el panorama de este pueblo de pescadores, ha cambiado mucho por la llegada de alumbrado y alcantarillado públicos, con una mayor intervención del gobierno local, la visita de jóvenes y familias que visitan la playa como turistas, a pesar de que se puede encontrar aún unos cuantos visitantes con formas de vida alternativas o subculturales, existe más control por parte de las autoridades del gobierno.

## Gastronomía

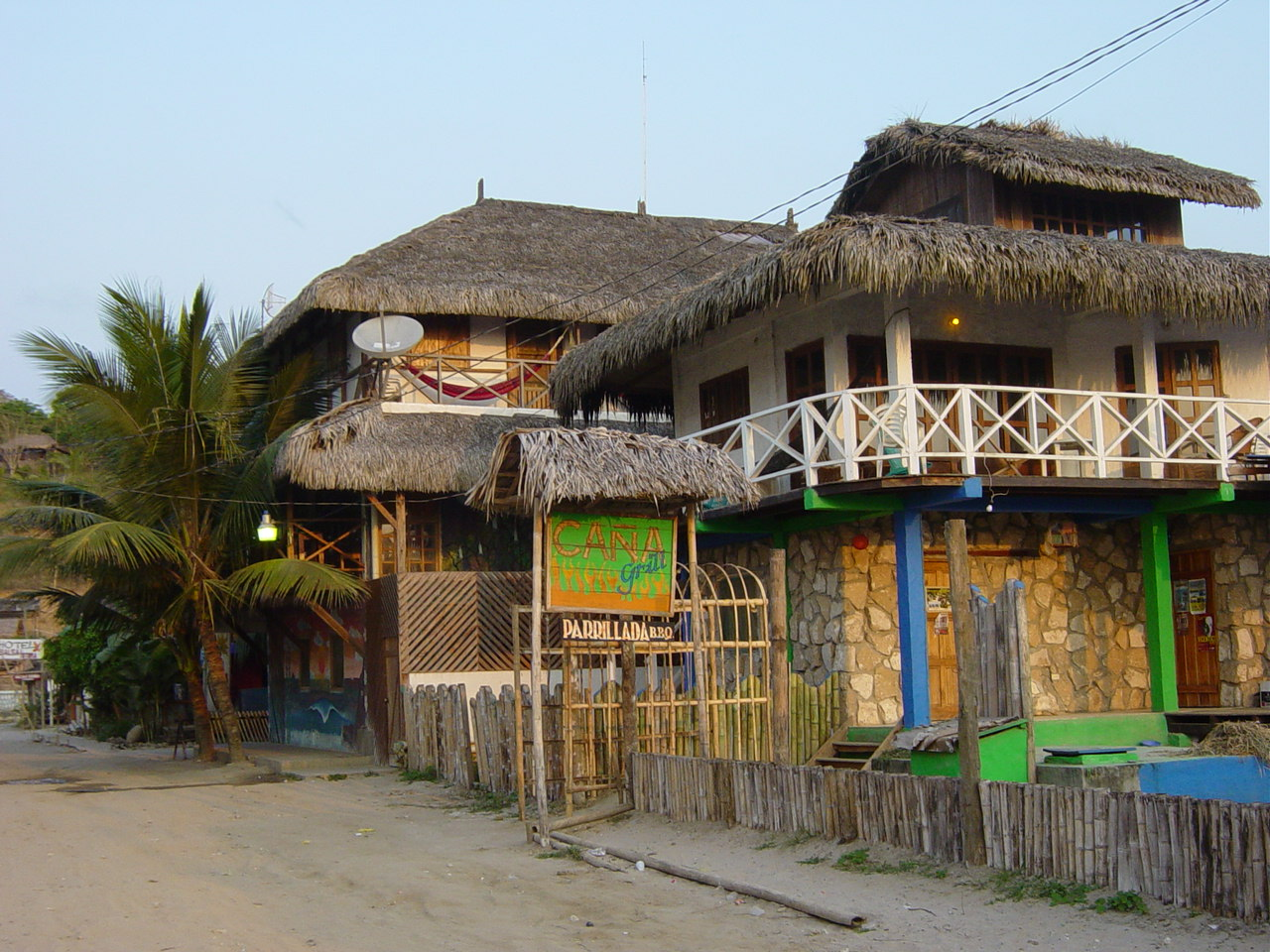
Hoteles de Montañita.

Montañita cuenta con muchos lugares para comer, como restaurantes especializados en:
- Gastronomía de la Costa ecuatoriana
- Parrilladas
- Comida Vegetariana
- Pizzerías
- Comida Internacional
- Panaderías

Algunos de sus restaurantes ofrecen en su menús para los turistas, platos para vegetarianos, pescado, cangrejos, cócteles de camarones, conchas y comida típica del país, que se acompañan con cerveza, jugos naturales y cócteles de varios tipos de licores, caribeños y mediterráneos, donde los turistas pueden descansar frente al mar.

## Temporada playera

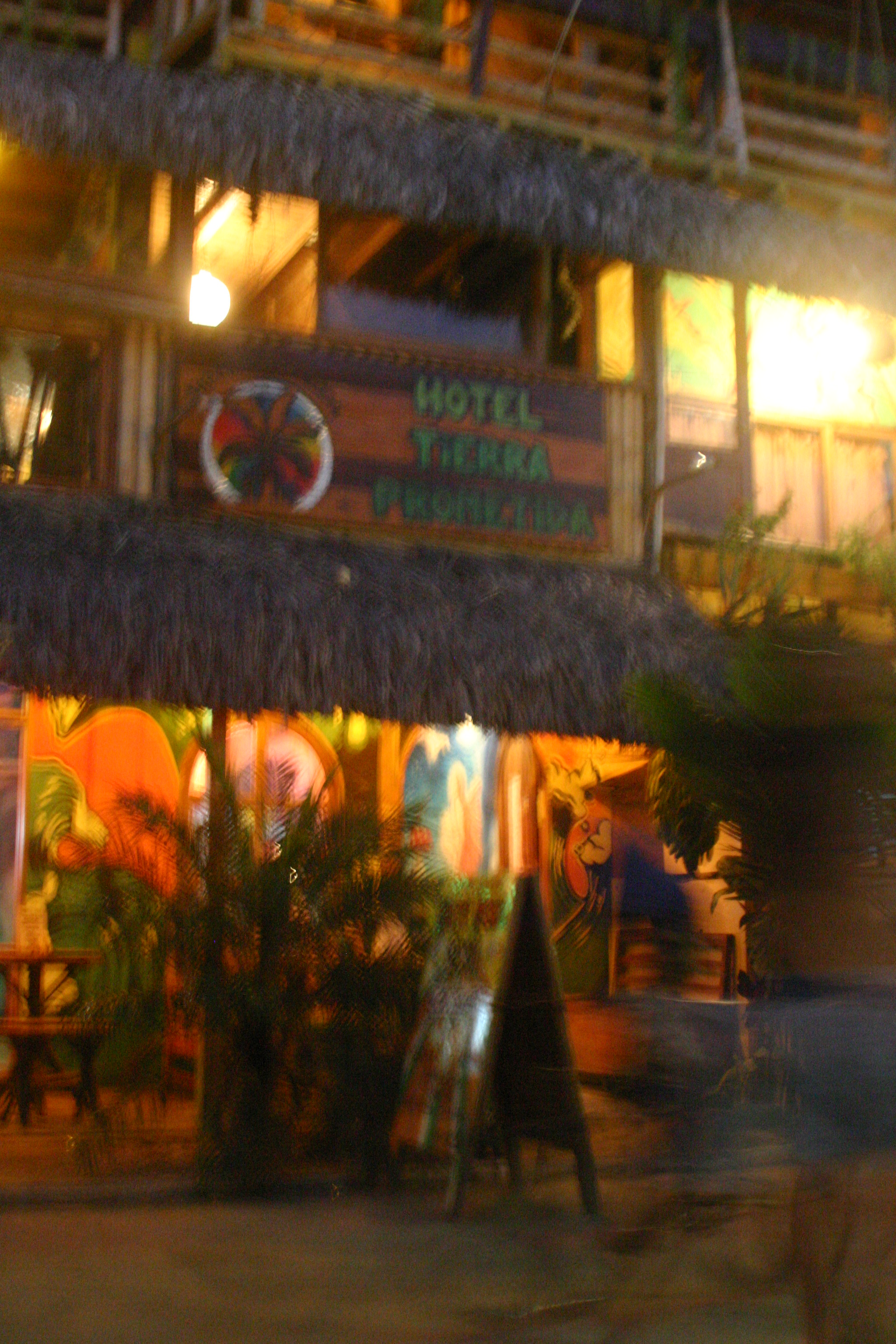
Un restaurante central.

Durante la temporada playera en el Ecuador (de noviembre a abril), Montañita recibe a turistas de todas partes del mundo pues la condiciones son idóneas para la práctica del surf. El balneario posee una de las mejores olas derechas del país que llega hasta los 3 metros de altura. Aunque, en general, en Montañita se practica surf durante todo el año tanto en la época de nortes (swells provenientes del norte) como en la época de sures (swells provenientes del sur).
El punto principal de surf en Montañita es en La Punta, pero también posee beach breaks entre este spot y el pueblo. En Montañita también se dan clases de Surf de parte de los habitantes que tienen experiencia. 
Además, todos los años se realizan campeonatos de Surf auspiciados por firmas y marcas ecuatorianas de deportes, marcas internacionales y publicidad. Montañita no solo atrae surfistas sino que también muchos de los nativos practican Surf e incluso son destacados a nivel internacional como es el caso de Dominic "Mimi" Barona e Israel Barona. Aparte muchos jóvenes practican el deporte y llegan a destacarse a nivel nacional. 

## Curiosidades
El principal medio de transporte al interior de Montañita son las bicicletas, para el transporte con otras playas, barrios y pueblos cercanos de pescadores, hay disponibles buses y taxis, también se alquilan motos y caballos, para pasear por la playa. 
Dentro del pueblo de pescadores, en el área turística, las calles son principalmente peatonales con ladrillos y adoquines, las casas tienen techos de palmeras, que se integran al paisaje del pueblo de pescadores. Es frecuente escuchar en las esquinas de las calles, los bares y restaurantes, música reggae, tropical y hippie, con estandartes de símbolos de paz o la efigie del Che Guevara, John Lennon y Bob Marley. 
Las calles de Montañita están llenas de bares, restaurantes y cafeterías, que se adaptan a todos los presupuestos y gustos de los turistas de todo el mundo. Durante la temporada alta de turismo internacional, hay muchos festivales de música electrónica-beach house, salsa, merengue y entre otros. 
Montañita se divide en cuatro secciones principales, la playa, la punta, barrio tigrillo y el centro de Montañita. La mejor época para ir es de noviembre a marzo, dónde se presenta una época de calor en el país pero no llueve mucho en el valle donde se encuentra el pueblo de pescadores y la temperatura alcanza un promedio de 29 °C de día y 25 °C al anochecer, con una buena calidad del aire. Montañita es una de las pocas playas ecuatorianas en las que las mujeres realizan frecuentemente topless, sobre todo las turistas europeas que vistan la playa, pero no es una playa nudista.
- El 5 de diciembre de 2014 la película Sexy Montañita de Alberto Pablo Rivera estrenó en los cines del Ecuador.
- La banda One Drop dedica a la comuna de Montañita el tema "Back to Montañita" en homenaje a uno de sus destinos favoritos en Sudamérica.